# James R. Symon

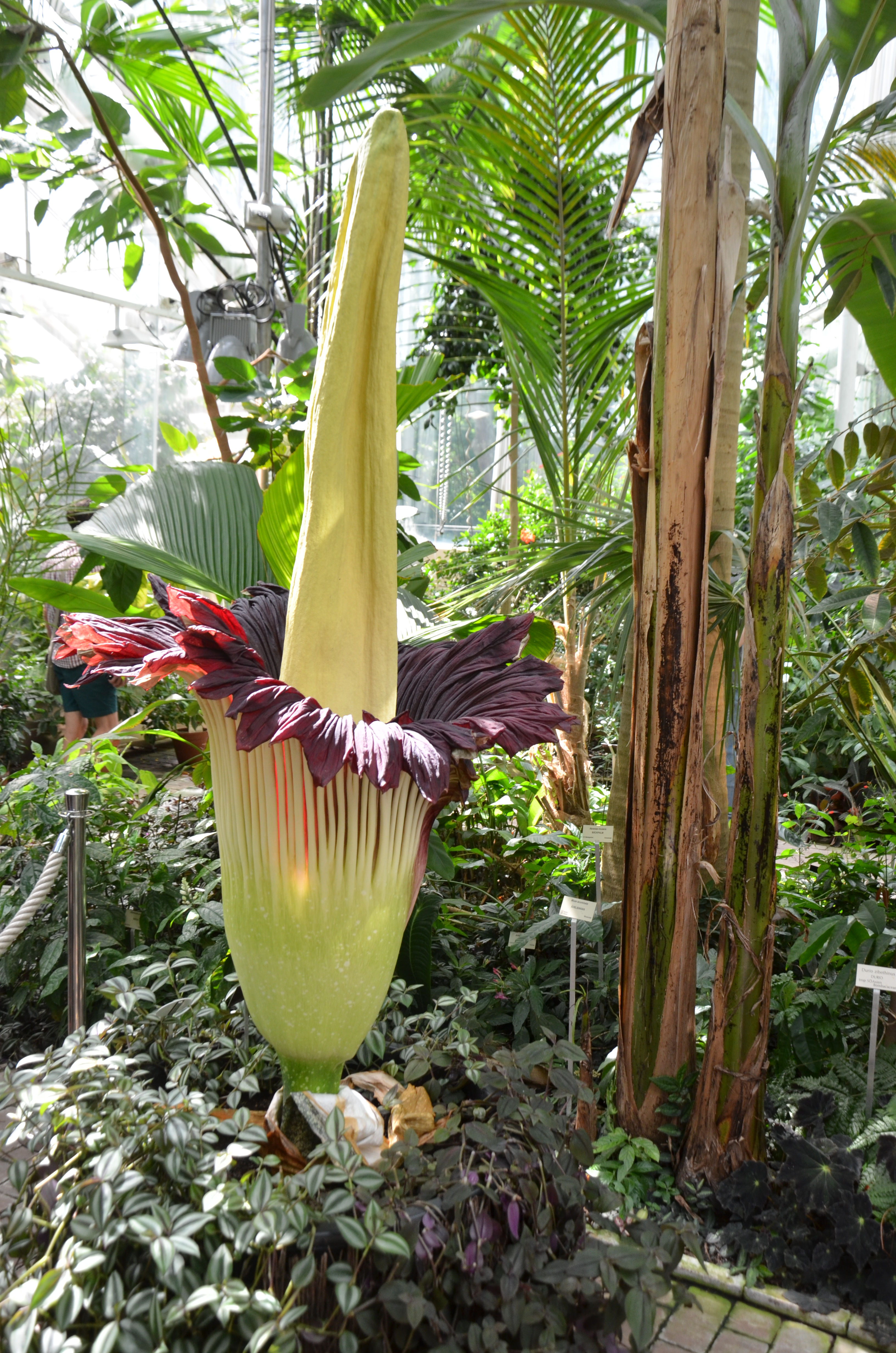
Jätteknölkallan Crius, uppdragen av frön som donerats av James R Symon, i blomning 2013 i Bergianska trädgården i Stockholm

James R. Symon, född 7 maj 1944, död 21 oktober 1995, var en amerikansk amatörbotaniker och läkare. 
James Symon är framför allt känd för sitt forskningsarbete kring jätteknölkalla i dess habitat i västra Sumatra. Han var som till en botaniker och växte upp i Chicago i USA. Han utbildade sig från tidig ålder på Garfield Park Conservatory i Chicago och senare till läkare på University of Illinois medicinska fakultet.
Han arbetade som onkolog efter examen och ägnade sig åt botanik på sin fritid, framför allt studier om irissläktet. Senare övergick han inom yrkeslivet till katastrofmedicin och inom botanikområdet specialiserade han sig på släktet Amorphophallus, och då speciellt arten Amorphophallus titanum, jätteknölkalla.
Efter många års amatörstudier och flera forskningsresor till Indonesien, ombads han av 1993 av David Attenborough att organisera dennes filmexpedition till Sumatra för inspelning av tevefilmserie "The Private Life of Plants". Detta resulterade i ett avsnitt som behandlade jätteknölkallan. 
James R Symon var orolig för att jätteknölkallan var hotad i sitt begränsade naturliga växtområde och samlade därför in fröer vid expeditionen med David Attenborough, vilka 1993 sändes till ett antal botaniska trädgårdar utomlands. Fröna samlades in från ett enda exemplar av jätteknölkallan. Dessa, tillsammans med donerade fröer från en blommande jättekalla i Bonn vid mitten av 1990-talet, har resulterat i ett nätverk av botaniska trädgårdar som odlar arten för att säkra dess bestånd. Bergianska trädgården i Stockholm har fyra jätteknölkallor, vilka är uppdragna från frön som då donerades av James R Symon. Två av dessa har blommat, åren 2011 respektive 2013.